# Calle de San Antonio el Real
La calle de San Antonio el Real es una vía pública de la ciudad española de Segovia.

## Descripción
La vía nace desde la calle del Coronel Rexach y vuelve a llegar a ella; además, ambas tienen una conexión adicional a través de la travesía de San Antonio el Real. Debe el título al monasterio del mismo nombre. Aparece descrita en Las calles de Segovia (1918) de Mariano Sáez y Romero con las siguientes palabras:

San Antonio el Real.—Va desde la calle del Campillo a la explanada de la iglesia de San Antonio el Real, de donde toma el nombre. [...] La vía es una calle a sus lados, con tapias de huertas del convento y de particulares.
(Sáez y Romero, 1918, p. 153)